# Iglesia de San Martín (Arama)
La iglesia de San Martín es un inmueble de la localidad española de Arama, en la provincia de Guipúzcoa.

## Descripción
El edificio se encuentra en la localidad española de Arama, perteneciente a la provincia de Guipúzcoa, en la comunidad autónoma del País Vasco. Se menciona como iglesia parroquial del lugar en el Diccionario histórico-geográfico-descriptivo de los pueblos, valles, partidos, alcaldías y uniones de Guipúzcoa (1862) de Pablo de Gorosábel, donde aparece descrita con las siguientes palabras:

La iglesia parroquial es de la advocacion de San Martin; y se halla servida por un rector, cuya provision corresponde á los dueños de casas de la misma jurisdiccion, ya sean vecinos ó forasteros.
(Gorosábel, 1862, p. 46)